# Офіцери Єрусалимського королівства
У Єрусалимському королівстві було шість головних офіцерів : коннетабль , маршал , сенешаль , камергер (які були відомі як «великі посади»), дворецький і канцлер . У певний час існували також бейліфи , віконти та каштеляни

Герб Єрусалимського королівства

По суті, ці посади розвинулися з типових чиновників, які існували в північній Франції в 11 столітті, на батьківщині перших королів Єрусалиму . Офіси продовжували розвиватися у Франції та Англії, але в Єрусалимі вони, як правило, розвивалися повільніше або взагалі не розвивалися, виконуючи інші ролі, ніж їхні європейські колеги.
Наведені нижче списки є неповними, оскільки конкретні імена та дати офіцерів іноді невідомі. Після падіння Єрусалимського королівства королі Кіпру та Єрусалиму іноді присуджували посади як почесті.

## Констеблі
Констебль командував армією, платив найманцям і судив судові справи , що стосувалися військових. Він був найважливішим офіцером у королівстві через майже постійну війну, яка існувала між християнською та мусульманською державами. Констебль офіційно був другим командувачем армії, в якій він виконував поліцейські повноваження та командував дивізією, вдвічі більшою за всі інші. Крім того, констеблі також визначали кордони і межі королівства. [1] Під час коронації коннетабль тримав коня короля. [2]
- Симон (1108–1115)
- Г'ю Коліс (бл. 1120)
- Юстас Греньє (бл. 1123-1123)
- Вільгельм I Буреський (1123–1141?)
- Манасія Ієргеський (1144–1151)
- Гемфрі II Торонський (1152–1179)
- Амальрік Лузіньянський (1179–1194)
- Іоанн Ібелінський (1194–1205)
- Вальтер Монбельярський (1206–1211)
- Одо Монбельярський (1220–1244)
- Філіп Монфор (бл. 1244)
- Іоанн Ібелінський (1251–1258)
- Вільгельм Ботронський (1258–1262)
- Баліан з Арсуфа (1268–1277)
- Річард Нойбланський (бл. 1277)
- Симон з Монтоліфа (бл. 1284?)
- Балдуін з Ібеліна (бл. 1286)
- Амальрік Лузіньянський (1285–1300)
- Філіп Брунсвік-Грубенгагенський (бл. 1359?)
- Петро Лузіньян (бл. 1415?)

## Маршали
Маршал був наступним за командуванням (і, очевидно , буквально васалом) після констебля. Він очолював найманців і керував кіньми війська, розподіляв здобич у переможній битві. [1] У день коронації маршал допомагав констеблю. [2]
- Садо (1125–1154)
- Евд із Сент-Аманда (1155–1156)
- Жослен III Едеський (1156–1159)
- Вільям (1159–1171)
- Герард з Пугі (1169–1174)
- Іван (бл. 1179)
- Жерар де Рідефор (бл. 1179)
- Вальтер Дюрус (1185–1192)
- Г'ю Мартін (бл. 1191)
- Арнульф (бл. 1193)
- Іван (1194–1200)
- Аймар де Лайрон (бл. 1206)
- Яків з Дурне (1211–1217)
- Ріккардо Філангері (1231–1242)
- Філіп з Коссі (бл. 1250)
- Джеффрі Сергінський (бл. 1254)
- Іоанн Гібелетський (1261–1262)
- Вільям Кане (1269–1273)
- Джеймс Відаль (бл. 1277)

## Сенешали
Посада сенешаля в Єрусалимі ніколи не досягла такого значення, як його європейські колеги, але, тим не менш, була важливою. Сенешаль керував церемонією коронації, наглядав за Верховним судом під час відсутності короля, управляв королівськими замками та управляв королівськими фінансами та доходами. Влада сенешаля поширювалася лише на віконтів, а не на кастелянів, і коннетабль усе ще мав вищий статус над сенешалем частково через постійний воєнний стан у королівстві. [3] Під час коронацій сенешаль тримав королівський скіпетр і спостерігав за святом коронації. [2]
Офіс був подібний до англійського казначейства, але не настільки розвинений .
- Гуго з Сент-Омера (бл. 1100–1104)
- Гервас Базокський (бл. 1104)
- Гуго Чостард (бл. 1112)
- Аншерій (бл. 1122?)
- Ісаак (бл. 1149)
- Іван (бл. 1151)
- Гі ле Франсуа (бл. 1164)
- Майлз Плансі (бл. 1168–1174)
- Ральф (бл. 1176)
- Жослен III Едеський (1176–1190)
- Оберт Непот (1187–1192?)
- Ральф Тиверіадський (1194–1220)
- Раймонд Гібелетський (бл. 1240)
- Болдуїн з Ібеліна (бл. 1256)
- Джеффрі Сергінський (1254–1267?)
- Роберт Креск (бл. 1269)
- Олів'є де Термес (1269)
- Жан I де Грайї (1272–1276)
- Одо Пуйлекієн (1278–1286)
- Філіп з Ібеліна (?–?)

## Камергери
Камергер керував королівським домом і його слугами, а також мав інші почесні обов'язки, такі як прийняття присяги . [1] У день коронації камергер одягав короля в мантію. [2] У нього був власний феод, з якого він отримував платню.
- Страбулон (бл. 1099)
- Джеффрі (бл. 1099)
- Герард (1108–1115)
- Іван (1119–1128)
- Ральф (1129–1130)
- Жослен (бл. 1138)
- Майлз (бл. 1138)
- Микола (1150–1152)
- Говен де ла Рош (бл. 1156)
- Герард з Пугі (бл. 1169)
- Амальрік Лузіньянський (1175–1178)
- Іван (бл. 1179)
- Раймонд (бл. 1184)
- Баліан з Ібеліна (1183–1185)
- Томас (1190–1197)
- Генріх Канеллі (бл. 1192)
- Іван (бл. 1194)
- Рохард з Каїфи (1201–1220)
- Рено з Каїфи (1230–1232)
- Джон з Коссі (1232–1250)
- Філіп з Коссі (1250–1269)

## Дворецькі
Дворецький відповідав за королівський стіл, а також управляв виноградниками королівства . [1]
- Вінрік (бл. 1099)
- Жерве (бл. 1107)
- Язичник (1120–1136)
- Роберт Кріспін (1145–1146)
- Одо Святого Аманда (1164–1167)
- Майлз (1185–1186)

## Канцлери
Канцлер складав грамоти та хартії та керував дипломатичною службою королівства. [1] Канцелярія є цікавим прикладом скам'янілості офісів XI століття. Він складався лише з кількох секретарів і писарів і ніколи не став великою адміністративною бюрократією, яка розвинулась в інших країнах Європи. Канцлерами, як правило, були священнослужителі, які часто ставали єпископами чи архієпископами, іноді все ще обіймаючи посаду канцелярії. Відносна незначність канцлера відображає відносну децентралізацію королівської влади порівняно з такими державами, як Франція чи Англія, які в той же час ставали більш централізованими.
- Арнуль (?–?)
- Язичник (1115–1128)
- Амелін (бл. 1130)
- Франко (1133–1135?)
- Геліас (1136–1142)
- Ральф, єпископ Вифлеємський (1146–1174)
- Фрідріх, архієпископ Тірський (бл. 1150)
- Вільгельм , архієпископ Тірський (1174–1183)
- Ламберт (бл. 1177)
- Бандінус (для Конрада Монферратського ( де-юре Конрад I з 1190), у Тірі) (1188–1192)
- Петро, єпископ Триполі (1185–1192)
- Евд (бл. 1190)
- Йосіїй, архієпископ Тірський (1192–1200)
- Рауль Меренкурський (1206–1215)
- Симон Маугастельський (1226–1227)
- Мареньян (бл. 1234)

## Судові пристави
Судовий виконавець (або бейлі ) керував королівством за відсутності або в меншості короля, як регента; наприклад, під час полону Балдуїна II , а також молодості та хвороби Балдуїна IV . У 13 столітті судовий виконавець правив по суті як сам король і був найвпливовішою людиною в королівстві, оскільки королі зазвичай були іноземними монархами, які не проживали постійно в королівстві.
- Юстас Греньє (1123)
- Вільгельм I Буреський (1123–1124)
- Милі Плансі (1173)
- Раймонд III Триполі (1173–1177)
- Рейнальд із Шатійона (1177)
- Гай Лузіньян (1183–1185)
- Раймонд III Триполі (1186)
- Іоанн Ібелінський (1206–1210)
- Одо Монбельярський (1223–1227)
- Фома з Аквіно (1227–1228)
- Річард Філанґері (1231–1242) у Тирі
- Одо з Монбельяра (1236–1240), в Акко
- Вальтер Пененпі (1240), в Акко
- Іоанн Ібелінський (1246–1248)
- Жан Фуйнон (1248–1249)
- Іоанн Арсуфський (1249–1254)
- Іоанн Ібелінський (1254–1256)
- Іоанн Арсуфський (1256–1258)
- Жоффруа Сергінський (1259–1261)
- Баліан з Ібеліна (1276–1277)
- Роджер Сан-Северино (1277–1281)
- Одо Пойлекієн (1281–1286)
- Болдуін з Ібеліна (1286-1287)

## Віконти і кастеляни
Ці дві посади іноді обіймала одна особа, а іноді дві окремі особи; інколи те чи інше взагалі не проводилося. Вони були названі королем і займали вежу Давида , але їхні конкретні обов’язки здебільшого невідомі та, ймовірно, не були особливо важливими; одним із обов'язків віконта було затримання злочинців і відправлення правосуддя в міщанському суді нижчого стану. Як і офіс дворецького, ці офіси, можливо, не пережили переїзд до Акри.
Ансельм (кастелян, бл. 1110)
Пісел (віконт, бл. 1110)
Анскатін (віконт, 1120–1135?)
Роард старший (обидва?, 1135?–1150?)
Арнуль (віконт, 1155–1181?)
Одо Святого Аманда (обидва?, бл. 1160)
Роард молодший (кастелян, 1165–1177?)
Петро з Крезето (кастелан, бл. 1173?)
Баліан з Яффи (кастелан, бл. 1178)
Петро з Крезето (кастелян, близько 1178)

## Дивіться також
- Васали Єрусалимського королівства
- Офіцери Королівства Кіпр
- Офіцери князівства Антіохія
- Офіцери округу Триполі
- Офіцери округу Едеса

## Цитування
1. Річард, 77.
2. Арчер Томас Ендрю; Кінгсфорд, Чарльз Летбрідж (1894).«Хрестові походи: історія Латинського королівства Єрусалиму».
3. Річард, 76.